# Volkszählung in Bosnien und Herzegowina 1895

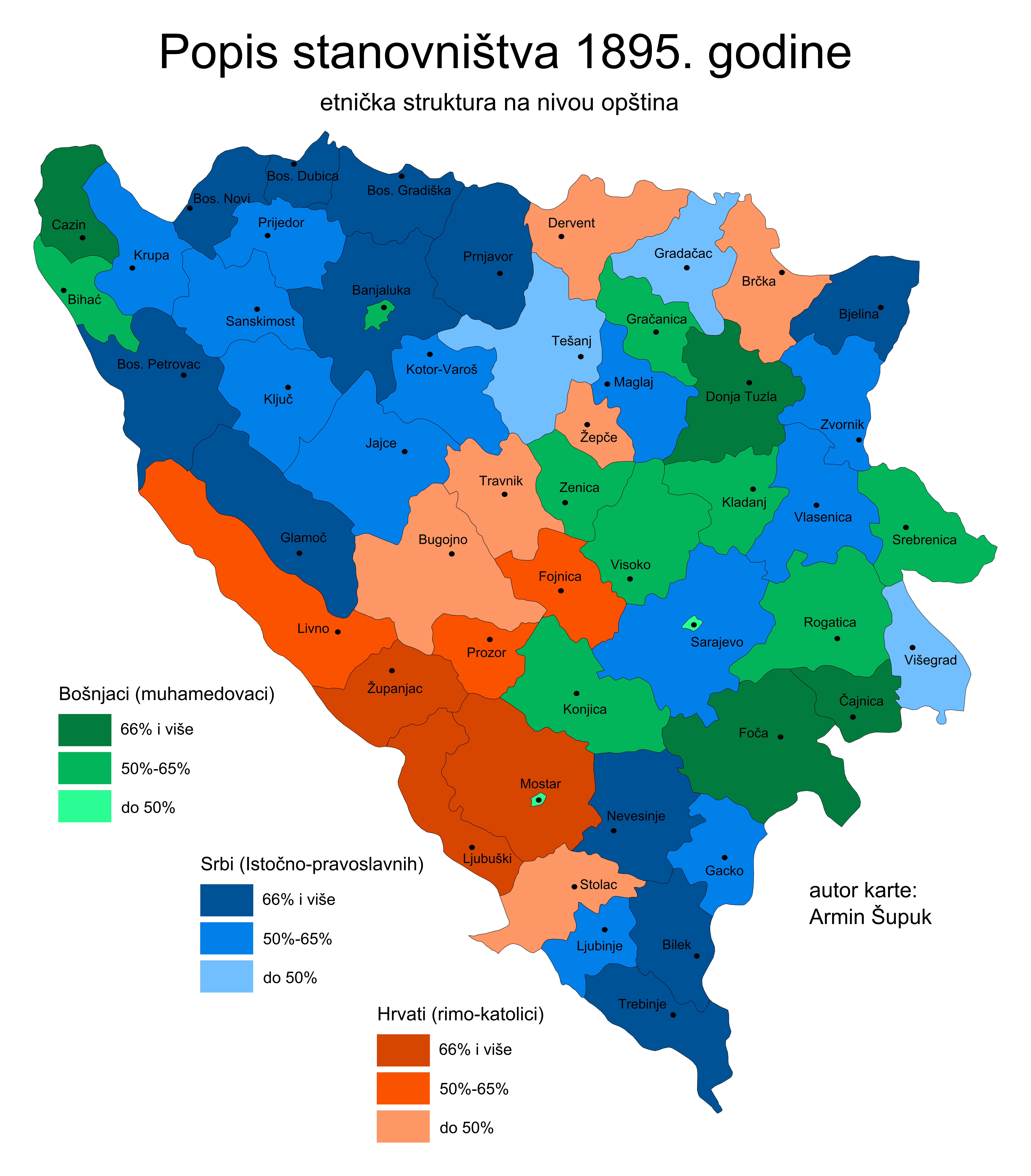
Ethnien

Die Ergebnisse der Volkszählung in Bosnien und der Herzegowina vom 22. April 1895 wurden von der Regierung Österreich-Ungarns 1896 in Sarajevo veröffentlicht.
Diese dritte Volkszählung seit Übernahme der Verwaltung des Landes durch Österreich-Ungarn im formal noch zum Osmanischen Reich gehörigen Bosnien und Herzegowina verfolgte einen doppelten Zweck. Einerseits sollte sie Grundlagen für die Vereinfachung der Verwaltung liefern und andererseits das Interesse wissenschaftlicher und andere Kreise befriedigen.

## Resultate
| Kreis       | Zivilbevölkerung | Prozent  | Häuser  | Prozent  |
| ----------- | ---------------- | -------- | ------- | -------- |
| Sarajevo    | 228.107          | 14,55 %  | 41.086  | 15,55 %  |
| Banjaluka   | 329.499          | 21,01 %  | 50.113  | 18,96 %  |
| Bihać       | 191.897          | 12,24 %  | 30.246  | 11,44 %  |
| Donja Tuzla | 358.990          | 22,89 %  | 65.184  | 24,66 %  |
| Travnik     | 240.088          | 15,31 %  | 39.045  | 14,77 %  |
| Mostar      | 219.511          | 14,00 %  | 38.616  | 14,61 %  |
| Insgesamt   | 1.568.092        | 100,00 % | 264.290 | 100,00 % |

### Geschlecht
| Geschlecht | Anzahl    | Prozent  |
| ---------- | --------- | -------- |
| männlich   | 828.190   | 52,82 %  |
| weiblich   | 739.902   | 47,18 %  |
| Insgesamt  | 1.568.092 | 100,00 % |

### Alter der männlichen Bevölkerung
| Alter | Anzahl  | Prozent  |
| ----- | ------- | -------- |
| 1–15  | 347.683 | 41,98 %  |
| 16–20 | 81.800  | 9,88 %   |
| 21–31 | 125.000 | 15,09 %  |
| 32–60 | 215.321 | 26,00 %  |
| ü 60  | 58.386  | 7,05 %   |
| Insg. | 828.190 | 100,00 % |

### Behinderungen
| Kreis        | auf beiden Augen blind | Taubstumme | Irr- oder Blödsinnige | Insgesamt |
| ------------ | ---------------------- | ---------- | --------------------- | --------- |
| Sarajevo     | 0,390 %                | 0,636 %    | 0,763 %               | 1,789 %   |
| Banjaluka    | 0,577 %                | 0,856 %    | 0,901 %               | 2,334 %   |
| Bihać        | 0,683 %                | 0,578 %    | 0,742 %               | 2,003 %   |
| Donja Tuzla  | 0,590 %                | 1,036 %    | 1,256 %               | 2,882 %   |
| Travnik      | 0,966 %                | 0,737 %    | 1,150 %               | 2,853 %   |
| Mostar       | 1,102 %                | 0,688 %    | 1,690 %               | 3,480 %   |
| Durchschnitt | 0,699 %                | 0,790 %    | 1,092 %               | 2,581 %   |

### Religionen
| Kreis        | Muslime | Orthodoxe | röm.-Katholische | Evangelische | Juden  | Sonstige |
| ------------ | ------- | --------- | ---------------- | ------------ | ------ | -------- |
| Sarajevo     | 49,09 % | 31,96 %   | 16,70 %          | 0,16 %       | 2,06 % | 0,03 %   |
| Banjaluka    | 22,16 % | 59,19 %   | 18,06 %          | 0,35 %       | 0,23 % | 0,01 %   |
| Bihać        | 42,62 % | 52,72 %   | 4,54 %           | 0,01 %       | 0,11 % | 0,01 %   |
| Donja Tuzla  | 43,39 % | 42,02 %   | 13,68 %          | 0,50 %       | 0,38 % | 0,03 %   |
| Travnik      | 29,14 % | 32,68 %   | 37,71 %          | 0,08 %       | 0,38 % | 0,01 %   |
| Mostar       | 25,57 % | 34,12 %   | 40,18 %          | 0,03 %       | 0,10 % | -        |
| Durchschnitt | 34,99 % | 42,94 %   | 21,31 %          | 0,23 %       | 0,52 % | 0,01 %   |

### Berufe
| Kreis        | Landwirtschaft | Sonstige |
| ------------ | -------------- | -------- |
| Sarajevo     | 75,88 %        | 24,12 %  |
| Banjaluka    | 89,83 %        | 10,17 %  |
| Bihać        | 95,77 %        | 4,23 %   |
| Donja Tuzla  | 89,73 %        | 10,27 %  |
| Travnik      | 88,51 %        | 11,49 %  |
| Mostar       | 90,13 %        | 9,87 %   |
| Durchschnitt | 88,34 %        | 11,66 %  |

### Fläche
51'246,4782km²

### Bevölkerungsdichte
| Kreis        | Einwohner pro km² |
| ------------ | ----------------- |
| Sarajevo     | 27,12             |
| Banjaluka    | 36,43             |
| Bihać        | 34,90             |
| Donja Tuzla  | 40,32             |
| Travnik      | 23,85             |
| Mostar       | 24,07             |
| Durchschnitt | 30,73             |